# Educación virtual de la Asociación Médica Argentina
La educación virtual de AMA (EDUVIRAMA) utiliza tecnologías de la información y la comunicación (TICs) aplicadas a la difusión del conocimiento médico. Tiene como objetivo facilitar el acceso al conocimiento, dar respuesta a las nuevas necesidades y crear redes sociales.

## Historia

### Objetivos
La Asociación Médica Argentina, desde su fundación, en el año 1891, tiene entre sus objetivos fundamentales participar en la educación médica de posgrado, tanto en la actualización como en el desarrollo profesional de los integrantes del equipo de salud.

### Acciones realizadas
En 1995, se crea la Comisión de informática médica, con la misión de determinar los potenciales usos educativos de las tecnologías de la información y las comunicaciones (TICs) en el área de la salud.
Así en mayo de 1995, se concreta el primer proyecto, la Biblioteca Médica Digital. Su finalidad era albergar, en formato digital y aprovechando la potencialidad de la multimedia, diferentes áreas del conocimiento médico. Este programa continúa en la actualidad y cuenta con 85 tratados multimedia en formato CD-ROM que son accesibles por Internet.
Con el progreso de la tecnología, se desarrollaron otros programas educativos, como la transmisión a casi todas las provincias de la Argentina de cursos por vía satelital. Este proyecto denominado Telesalud se extendió durante casi 3 años.
A partir del año 2000, con el creciente uso de Internet se desarrollaron los primeros cursos de actualización. El poder de Internet permitió compartir conocimientos con otras regiones. Esto constituía uno de los pilares de esta nueva “Sociedad Digital del Conocimiento”: la construcción de redes de comunicación.
De esta forma, en el 2002, la AMA impulsó y actuó como entidad coordinadora del Programa Latinoamericano de Educación Médica (PLEMED) que utilizó las TIC para integrar acciones educativas de más de 250 instituciones de diferentes países de la región (Brasil, Colombia, Costa Rica, Ecuador, México, Paraguay y Uruguay).
En el año 2007, se decidió crear el área de Educación Virtual de la Asociación Médica Argentina (EDUVIRAMA). Su objetivo era continuar con los programas en ejecución y desarrollar nuevos proyectos utilizando las TIC para la educación médica.

## Actualidad
El objetivo de la AMA a través de EDUVIRAMA es utilizar la potencialidad de las TIC para romper las barreras de acceso al conocimiento (temporales y físicas) y ampliar las redes del conocimiento a través de la integración de todos aquellos que lo generan y lo requieran, entendiendo que el conocimiento médico es único y universal.
EDUVIRAMA realiza las siguientes tareas de educación médica continua:
- la Biblioteca Médica Digital: Se desarrollan obras de consulta en formato electrónico, utilizando al CD-ROM, como medio de almacenamiento.

Confeccionar una obra de la BMD, lleva un año y medio de promedio. Se utiliza como guía el texto aportado por el autor, equivalente a un libro y se incorpora la multimedia en sus distintas formas (video, secuencias, animación, imágenes, hipervínculos). En la BMD ya han participado más de 1500 autores de 30 países. Se terminaron 85 tratados. Se sigue creciendo con un programa editorial de unos 6 títulos nuevos por año. Desde el catálogo, se puede ver el listado que actualmente se encuentra en CD.
Videoteca de actualización médica: a través de video-blogs de 6 minutos de duración, dividida por especialidades y cada temática aborda áreas diagnósticas y terapéuticas actualizadas.
- el PLEMED. Con el auspicio de organizaciones académicas, universitarias, científicas y técnicas de diferentes países de la región.

- el Programa Nacional de Actualización en Medicina General (PRONADAMEG).

- la transmisión en vivo por Internet, utilizando el video "streaming" de las actividades presenciales que se dictan en las aulas de AMA hacia otros lugares.

También tiene en desarrollo:
- El proyecto de transmisión de conocimientos sobre salud, no sólo para profesionales sino también para la comunidad en general. Utiliza la televisión mediante un convenio con la Red Intercable a través de su canal de cable Conexión Educativa que llega a los lugares más alejados de la Argentina.